# Tamron Hall
Tamron Hall (Luling, 16 settembre 1970) è una giornalista e conduttrice televisiva statunitense.

## Biografia
Tamron Hall è nata il 16 settembre 1970 a Luling, in Texas. Ha frequentato la Temple University. Successivamente, si è trasferita a Fort Worth per iniziare la sua carriera televisiva. Ha iniziato a lavorare nella stazione televisiva di Bryan, KBTX.Successivamente, ha lavorato alla KTVT di Fort Worth. Dal 1997 al 2007 ha lavorato a Chicago per WFLD. Ha lavorato come reporter ma ha anche condotto il programma, Fox News in the Morning. Nel luglio 2007, è entrato a far parte di MSNBC e NBC News.
Alla MSNBC ha lavorato come giornalista, prima di sostituire Keith Olbermann in Countdown with Keith Olbermann. Successivamente, ha condotto assieme a David Shuster The Big Picture. Nel 2010, ha condotto il talk show NewsNation with Tamron Hall. In questo programma, ha trattato di notizie di cronaca molto importanti tra cui la morte di Osama bin Laden, l'ultima missione dello space shuttle, nel 2011, e l'uragano Isaac nel 2012. Nel luglio 2013, è stato annunciato che avrebbe condotto il programma Deadline: Crime With Tamron Hall su Investigation Discovery. Hall ha dedicato il programma a sua sorella maggiore, la cui morte è stata dichiarata omicidio nel 2004 e rimane irrisolta. Il 24 febbraio 2014, ha debuttato come co-conduttrice di Today's Take, conducendo assieme a Natalie Morales, Al Roker e Willie Geist e diventando così la prima donnaafroamericana a presentare il programma. Nel febbraio 2017, è stata sostituita alla conduzione da Megyn Kelly, decidendo così di lasciare la NBC. Nel luglio 2017, è stato annunciato che Harvey Weinstein stava producendo un talk show diurno il quale sarebbe stato condotto e prodotto da Hall. L'8 agosto 2018, ha stipulato un accordo con Disney-ABC Domestic Television per produrre e condurre un talk show diurno. Il programma, Tamron Hall, ha debuttato il 9 settembre 2019. Nello stesso anno, ha interpretato se stessa in un episodio della soap opera General Hospital. Nel, 2020 Tamron Hall è stato candidato in tre categorie ai Daytime Emmy Awards, riuscendo a vincere come miglior conduttore di un talk show. Hall ha anche ricevuto una candidatura ai NAACP Image Awards come miglior talk show.Nel 2022, ha vinto il suo secondo Emmy come miglior conduttore di un talk show. Il 26 ottobre 2021, è stato pubblicato il suo primo romanzo As the Wicked Watch. È il primo libro della serie Jordan Manning.

## Vita privata
Nel 2019, si è sposata con il produttore discografico Steven Greener. Il 25 aprile 2019, ha annunciato di aver dato alla luce il suo primo figlio, Moses.
È membro della National Association of Black Journalists.

## Filmografia
- What's Eating Harlem - serie TV, episodio 6x01 (2017)
- General Hospital - serie TV, episodio 1x14414 (2019)
- Tab Time - serie TV, episodio 2x02 (2022)

## Opere
- As the Wicked Watch (2021)

## Riconoscimenti
- Daytime Emmy Awards
  - 2020 - Miglior conduttore di un talk show per Tamron Hall
  - 2021 - Candidatura al miglio talk show per Tamron Hall
  - 2021 - Candidatura al miglior conduttore di un talk show per Tamron Hall
  - 2022 - Miglior conduttore di un talk show per Tamron Hall
  - 2023 - Candidatura al miglior conduttore di un talk show per Tamron Hall